# Virginia Slims Championships 1988 - Doppio
Il doppio del Virginia Slims Championships 1988 è stato un torneo di tennis facente parte del WTA Tour 1988.
Martina Navrátilová e Pam Shriver erano le detentrici del titolo e hanno battuto in finale 6–3, 6–4 Larisa Neiland e Nataša Zvereva.

## Teste di serie
1. Martina Navrátilová /  Pam Shriver (campionesse)
2. Claudia Kohde Kilsch /  Helena Suková (semifinali)
3. Steffi Graf /  Gabriela Sabatini (semifinali)
4. Gigi Fernández /  Robin White (quarti di finale))

## Tabellone

### Legenda
| - Q = Qualificato - WC = Wild card - LL = Lucky loser | - ALT = Alternate - SE = Special Exempt - PR = Protected Ranking | - w/o = Walkover - r = Ritirato - d = Squalificato |

|  | Quarti di finale | Quarti di finale                    | Quarti di finale                    | Quarti di finale | Quarti di finale |  |  | Semifinali | Semifinali                         | Semifinali                      | Semifinali                      | Semifinali                    |   |   | Finale | Finale                          | Finale                          | Finale | Finale |  |
|  |                  |                                     |                                     |                  |                  |  |  |            |                                    |                                 |                                 |                               |   |   |        |                                 |                                 |        |        |  |
|  | 1                | Martina Navrátilová Pam Shriver     | Martina Navrátilová Pam Shriver     | 6                | 6                |  |  |            |                                    |                                 |                                 |                               |   |   |        |                                 |                                 |        |        |  |
|  |                  | Lori McNeil Betsy Nagelsen          | Lori McNeil Betsy Nagelsen          | 3                | 1                |  |  | 1          | Martina Navrátilová Pam Shriver    | Martina Navrátilová Pam Shriver | Martina Navrátilová Pam Shriver | w/o                           |   |   |        |                                 |                                 |        |        |  |
|  | 3                | Steffi Graf Gabriela Sabatini       | Steffi Graf Gabriela Sabatini       | 6                | 6                |  |  | 3          | Steffi Graf Gabriela Sabatini      | Steffi Graf Gabriela Sabatini   | Steffi Graf Gabriela Sabatini   |                               |   |   |        |                                 |                                 |        |        |  |
|  |                  | Isabelle Demongeot Nathalie Tauziat | Isabelle Demongeot Nathalie Tauziat | 3                | 1                |  |  |            |                                    |                                 |                                 |                               |   |   | 1      | Martina Navrátilová Pam Shriver | Martina Navrátilová Pam Shriver | 6      | 6      |  |
|  |                  | Larisa Neiland Nataša Zvereva       | 3                                   | 6                | 6                |  |  |            |                                    |                                 | Larisa Neiland Nataša Zvereva   | Larisa Neiland Nataša Zvereva | 3 | 4 |        |                                 |                                 |        |        |  |
|  | 4                | Gigi Fernández Robin White          | 6                                   | 3                | 1                |  |  |            | Larisa Neiland Nataša Zvereva      | 3                               | 6                               | 7                             |   |   |        |                                 |                                 |        |        |  |
|  |                  | Patty Fendick Jill Hetherington     | Patty Fendick Jill Hetherington     | 4                | 2                |  |  | 2          | Claudia Kohde Kilsch Helena Suková | 6                               | 4                               | 5                             |   |   |        |                                 |                                 |        |        |  |
|  | 2                | Claudia Kohde Kilsch Helena Suková  | Claudia Kohde Kilsch Helena Suková  | 6                | 6                |  |  |            |                                    |                                 |                                 |                               |   |   |        |                                 |                                 |        |        |  |